# Ligue 1 2024-25
La Ligue 1 2024-25 (denominada Ligue 1 McDonald's por motivos de patrocinio) fue la 87.ª edición de la máxima competición profesional de fútbol en Francia. Organizado por la Ligue de Football Professionnel (LFP), el torneo comenzó el 17 de agosto de 2024 y finalizó el 17 de mayo de 2025.
Un total de 18 equipos participaron en la competición, incluyendo 15 equipos de la temporada anterior, 2 provenientes de la Ligue 2 2023-24 y ganador del playoff.

## Sistema de competición
La competición consta de un grupo único integrado por dieciocho clubes de toda la geografía francesa. Siguiendo un sistema de liga, los dieciocho equipos se enfrentan todos contra todos en dos ocasiones, una en campo propio y otra en campo contrario, sumando un total de 34 jornadas. El orden de los encuentros se decide por sorteo antes de empezar la competición y la clasificación final se establece teniendo en cuenta los puntos obtenidos en cada enfrentamiento, a razón de tres por partido ganado, uno por empate y ninguno en caso de derrota.

### Clasificación para competiciones europeas
Los cuatro mejores equipos se clasificarán para la Liga de Campeones de la UEFA 2025-26. El siguiente mejor equipo ubicado y el campeón de la Copa de Francia 2024-25 no clasificados a la Liga de Campeones de la UEFA 2025-26 clasificarán a la Liga Europa de la UEFA 2025-26. El siguiente mejor equipo ubicado y no clasificado a la Liga de Campeones de la UEFA 2025-26 y a la Liga Europa de la UEFA 2025-26 clasificará a la Liga Conferencia de la UEFA 2025-26 y los últimos dos descenderán a la Ligue 2 BKT 2025-26.
No obstante, esta distribución se puede ver alterada si alguno de los equipos que han obtenido una plaza en alguna competición europea a través de las competiciones nacionales hubiera obtenido una plaza diferente tras la consecución de algún título europeo en la misma temporada, o hubiera obtenido dos plazas distintas en competiciones nacionales (una a través de la Liga y otra a través de la Copa), provocando así las siguientes dos excepciones:
- Excepción de la Copa de Francia: Si un equipo obtiene una plaza para la Liga Europa de la UEFA por ganar la Copa de Francia, pero finaliza la temporada entre los cuatro primeros clasificados de la Ligue 1 McDonald's, la plaza obtenida en Copa pasa al quinto clasificado, siendo el equipo clasificado en sexto lugar quien acceda a la plaza de la Liga Europa de la UEFA.

## Relevos
Dieciocho equipos compiten en la liga: los 15 mejores equipos de la Ligue 1 Uber Eats 2023-24, los 2 equipos promovidos de la Ligue 2 BKT 2023-24 y el ganador del playoff entre el decimosexto de la Ligue 1 Uber Eats y el tercero de la Ligue 2 BKT. Auxerre, Angers (que regresan a la máxima categoría tras un año de ausencia) y Saint-Étienne (que regresa a la máxima categoría tras dos años de ausencia) ascendieron después de terminar primero y segundo en la Ligue 2 BKT 2023-24 respectivamente. Metz, Lorient y Clermont Foot (relegados después de uno, cuatro y tres años en la máxima categoría, respectivamente) descendieron a la Ligue 2 BKT 2024-25.
| Pos. | Descendidos a Ligue 2 |
| ---- | --------------------- |
| 16.º | Football Club de Metz |
| 17.º | Football Club Lorient |
| 18.º | Clermont Foot         |

| Pos. | Ascendidos de Ligue 2                 |
| ---- | ------------------------------------- |
| 1.º  | Association de la Jeunesse Auxerroise |
| 2.º  | Angers Sporting Club Ouest            |
| 3.º  | AS Saint-Étienne                      |

## Información
| Equipo                                | Ciudad        | Entrenador             | Capitán             | Estadio                     | Capacidad | Proveedor      |
| ------------------------------------- | ------------- | ---------------------- | ------------------- | --------------------------- | --------- | -------------- |
| Angers Sporting Club Ouest            | Angers        | Alexandre Dujeux       | Pierrick Capelle    | Stade Raymond Kopa          | 18 752    | Nike           |
| Association de la Jeunesse Auxerroise | Auxerre       | Christophe Pélissier   | Jubal               | Estadio de l'Abbé-Deschamps | 21 379    | Macron         |
| Le Havre Athletic Club                | El Havre      | Didier Digard          | Arouna Sangante     | Stade Océane                | 25 178    | Joma           |
| Racing Club de Lens                   | Lens          | Will Still             | Brice Samba         | Estadio Bollaert-Delelis    | 38 223    | Puma           |
| Lille Olympique Sporting Club         | Lille         | Bruno Génésio          | Benjamin André      | Estadio Pierre-Mauroy       | 50 186    | New Balance    |
| Association Sportive Mónaco           | Mónaco        | Adi Hütter             | Denis Zakaria       | Estadio Luis II             | 18 523    | Kappa          |
| Montpellier Hérault Sport Club        | Montpellier   | Zoumana Camara         | Téji Savanier       | Stade de la Mosson          | 32 900    | Nike           |
| Football Club de Nantes               | Nantes        | Antoine Kombouaré      | Pedro Chirivella    | Estadio de la Beaujoire     | 35 322    | Macron         |
| Olympique Gymnaste Club de Niza       | Niza          | Franck Haise           | Dante               | Allianz Riviera             | 36 178    | Le Coq Sportif |
| Olympique de Lyon                     | Lyon          | Paulo Fonseca          | Alexandre Lacazette | Groupama Stadium            | 59 186    | Adidas         |
| Olympique de Marsella                 | Marsella      | Roberto De Zerbi       | Valentin Rongier    | Orange Vélodrome            | 67 394    | Puma           |
| Paris Saint-Germain Football Club     | París         | Luis Enrique           | Marquinhos          | Parque de los Príncipes     | 48 229    | Nike           |
| Racing Estrasburgo                    | Estrasburgo   | Liam Rosenior          | Habib Diarra        | Stade de la Meinau          | 29 230    | Adidas         |
| Stade Rennes Football Club            | Rennes        | Habib Beye             | Steve Mandanda      | Roazhon Park                | 29 778    | Puma           |
| Association Sportive de Saint-Étienne | Saint-Étienne | Eirik Horneland        | Anthony Briançon    | Estadio Geoffroy-Guichard   | 41 965    | Hummel         |
| Stade Brestois 29                     | Brest         | Éric Roy               | Brendan Chardonnet  | Estadio Francis-Le Blé      | 15 931    | Adidas         |
| Stade de Reims                        | Reims         | Samba Diawara INT      | Teddy Teuma         | Estadio Auguste Delaune     | 21 684    | Puma           |
| Toulouse Football Club                | Toulouse      | Carles Martínez Novell | Vincent Sierro      | Stadium de Toulouse         | 33 150    | Nike           |

### Cambios de entrenadores
| Equipo                                | Entrenador (Jornadas)        | Fecha de vacante        | Tipo de salida                                 | Posición en la tabla | Entrenador entrante     | Fecha de nombramiento   |
| ------------------------------------- | ---------------------------- | ----------------------- | ---------------------------------------------- | -------------------- | ----------------------- | ----------------------- |
| Stade Reims                           | Samba Diawara INT            | 3 de mayo de 2024       | Fin de interinidad                             | Pretemporada         | Luka Elsner             | 25 de junio de 2024     |
| Olympique de Marsella                 | Jean-Louis Gasset            | 17 de mayo de 2024      | Retiro                                         | Pretemporada         | Roberto De Zerbi        | 25 de junio de 2024     |
| OGC Niza                              | Francesco Farioli            | 23 de mayo de 2024      | Contratado por Ajax                            | Pretemporada         | Franck Haise            | 6 de junio de 2024      |
| Lille OSC                             | Paulo Fonseca                | 5 de junio de 2024      | Mutuo acuerdo                                  | Pretemporada         | Bruno Génésio           | 5 de junio de 2024      |
| Racing Club de Lens                   | Franck Haise                 | 6 de junio de 2024      | Contratado por Olympique Gymnaste Club de Niza | Pretemporada         | Will Still              | 10 de junio de 2024     |
| Le Havre Athletic Club                | Luka Elsner                  | 25 de junio de 2024     | Contratado por Stade Reims                     | Pretemporada         | Didier Digard           | 1 de julio de 2024      |
| Montpellier Hérault Sport Club        | Michel Der Zakarian (1-8)    | 20 de octubre de 2024   | Despedido                                      | 18.º                 | Jean-Louis Gasset       | 22 de octubre de 2024   |
| Stade Rennes Football Club            | Julien Stéphan (1-10)        | 7 de noviembre de 2024  | Despedido                                      | 13.º                 | Sébastien Tambouret INT | 7 de noviembre de 2024  |
| Stade Rennes Football Club            | Sébastien Tambouret INT (11) | 11 de noviembre de 2024 | Fin de interinidad                             | 13.º                 | Jorge Sampaoli          | 11 de noviembre de 2024 |
| Association Sportive de Saint-Étienne | Olivier Dall'Oglio (1 - 15)  | 16 de diciembre de 2024 | Despedido                                      | 16.º                 | Eirik Horneland         | 20 de diciembre de 2024 |
| Olympique de Lyon                     | Pierre Sage (1 - 19)         | 28 de enero de 2025     | Despedido                                      | 6.º                  | Paulo Fonseca           | 31 de enero de 2025     |
| Stade Rennes Football Club            | Jorge Sampaoli (12 - 19)     | 30 de enero de 2025     | Despedido                                      | 16.º                 | Habib Beye              | 30 de enero de 2025     |
| Stade de Reims                        | Luka Elsner (1 - 20)         | 3 de febrero de 2025    | Despedido                                      | 13.º                 | Samba Diawara INT       | 3 de febrero de 2025    |
| Montpellier Hérault Sport Club        | Jean-Louis Gasset (9 - 28)   | 7 de abril de 2025      | Mutuo acuerdo                                  | 20.º                 | Zoumana Camara          | 8 de abril de 2025      |

## Clasificación
| Pos. | Equipo                   | Pts. | PJ | G  | E  | P  | GF | GC | Dif. | Clasificación 2025-26                    |
| ---- | ------------------------ | ---- | -- | -- | -- | -- | -- | -- | ---- | ---------------------------------------- |
| 1    | Paris Saint-Germain (C)  | 84   | 34 | 26 | 6  | 2  | 92 | 35 | +57  | Fase de liga de la Liga de Campeones     |
| 2    | Olympique de Marsella    | 65   | 34 | 20 | 5  | 9  | 74 | 47 | +27  | Fase de liga de la Liga de Campeones     |
| 3    | A. S. Mónaco             | 61   | 34 | 18 | 7  | 9  | 63 | 41 | +22  | Fase de liga de la Liga de Campeones     |
| 4    | O. G. C. Niza            | 60   | 34 | 17 | 9  | 8  | 66 | 41 | +25  | Tercera ronda de la Liga de Campeones    |
| 5    | Lille O. S. C.           | 60   | 34 | 17 | 9  | 8  | 52 | 36 | +16  | Fase de liga de la Liga Europa           |
| 6    | Olympique de Lyon        | 57   | 34 | 17 | 6  | 11 | 65 | 46 | +19  | Fase de liga de la Liga Europa           |
| 7    | Racing de Estrasburgo    | 57   | 34 | 16 | 9  | 9  | 56 | 44 | +12  | Ronda de play-off de la Liga Conferencia |
| 8    | R. C. Lens               | 52   | 34 | 15 | 7  | 12 | 42 | 39 | +3   |                                          |
| 9    | Stade Brest              | 50   | 34 | 15 | 5  | 14 | 52 | 59 | −7   |                                          |
| 10   | Toulouse F. C.           | 42   | 34 | 11 | 9  | 14 | 44 | 43 | +1   |                                          |
| 11   | Auxerre                  | 42   | 34 | 11 | 9  | 14 | 48 | 51 | −3   |                                          |
| 12   | Stade Rennes             | 41   | 34 | 13 | 2  | 19 | 51 | 50 | +1   |                                          |
| 13   | F. C. Nantes             | 36   | 34 | 8  | 12 | 14 | 39 | 52 | −13  |                                          |
| 14   | Angers S. C. O.          | 36   | 34 | 10 | 6  | 18 | 32 | 53 | −21  |                                          |
| 15   | Le Havre Athletic        | 34   | 34 | 10 | 4  | 20 | 40 | 71 | −31  |                                          |
| 16   | Stade Reims (D)          | 33   | 34 | 8  | 9  | 17 | 33 | 47 | −14  | Play-offs de promoción de categoría      |
| 17   | A. S. Saint-Étienne (D)  | 30   | 34 | 8  | 6  | 20 | 39 | 77 | −38  | Descenso a la Ligue 2 2025-26            |
| 18   | Montpellier H. S. C. (D) | 16   | 34 | 4  | 4  | 26 | 23 | 79 | −56  | Descenso a la Ligue 2 2025-26            |

Actualizado a los partidos jugados el 17 de mayo de 2025.
 Fuente: Ligue 1 McDonald's
Notas:
1. ↑  Dado que el ganador de la Copa de Francia 2024-25, el Paris Saint-Germain, se clasificó para la Liga de Campeones a través de la posición en la liga, la plaza en la Europa League otorgada a los ganadores de la copa pasó al equipo en sexto lugar y la plaza en la Conference League pasó al equipo en séptimo lugar.

## Evolución de la clasificación
| Equipo                | 01 | 02 | 03 | 04 | 05 | 06 | 07 | 08 | 09 | 10 | 11 | 12 | 13 | 14 | 15 | 16 | 17 | 18 | 19 | 20 | 21 | 22 | 23 | 24 | 25 | 26  | 27 | 28 | 29  | 30  | 31 | 32 | 33 | 34 |
| Equipo                |    |    |    |    |    |    |    |    |    |    |    |    |    |    |    |    |    |    |    |    |    |    |    |    |    |     |    |    |     |     |    |    |    |    |
| --------------------- | -- | -- | -- | -- | -- | -- | -- | -- | -- | -- | -- | -- | -- | -- | -- | -- | -- | -- | -- | -- | -- | -- | -- | -- | -- | --- | -- | -- | --- | --- | -- | -- | -- | -- |
| París Saint-Germain   | 2  | 1  | 1  | 1  | 1  | 1  | 2  | 1  | 1  | 1  | 1  | 1  | 1  | 1  | 1  | 1  | 1  | 1  | 1  | 1  | 1  | 1  | 1  | 1  | 1  | 1   | 1  | 1  | 1*  | 1*  | 1  | 1  | 1  | 1  |
| Olympique de Marsella | 1  | 5  | 2  | 2  | 2  | 3  | 3  | 3  | 3  | 2  | 3  | 3  | 2  | 2  | 2  | 2  | 2  | 2  | 2  | 2  | 2  | 2  | 2  | 2  | 2  | 2   | 3  | 2  | 3   | 2   | 2  | 2  | 2  | 2  |
| A. S. Mónaco          | 7  | 3  | 4  | 3  | 3  | 2  | 1  | 2  | 2  | 3  | 2  | 2  | 3  | 3  | 3  | 3  | 3  | 4  | 3  | 3  | 4  | 4  | 5  | 4  | 4  | 3   | 2  | 3  | 2   | 3   | 3  | 3  | 3  | 3  |
| O. G. C. Niza         | 12 | 12 | 8  | 12 | 7  | 9  | 9  | 8  | 8  | 5  | 6  | 5  | 6  | 6  | 6  | 6  | 4  | 5  | 4  | 5  | 3  | 3  | 3  | 3  | 3  | 4   | 4  | 6  | 7   | 6   | 6  | 4  | 4  | 4  |
| Lille O. S. C.        | 4  | 2  | 6  | 8  | 9  | 5  | 5  | 4  | 4  | 4  | 4  | 4  | 4  | 4  | 4  | 4  | 5  | 3  | 5  | 4  | 5  | 5  | 4  | 5  | 5  | 6   | 5  | 7  | 5   | 4   | 4  | 5  | 5  | 5  |
| Olympique de Lyon     | 17 | 17 | 14 | 13 | 14 | 11 | 8  | 7  | 7  | 6  | 5  | 6  | 5  | 5  | 5  | 5  | 6  | 6  | 6  | 7  | 6  | 6  | 6  | 6  | 6  | 5   | 7  | 5  | 4   | 5   | 5  | 7  | 7  | 6  |
| Racing de Estrasburgo | 8  | 6  | 9  | 10 | 10 | 8  | 7  | 10 | 9  | 9  | 11 | 11 | 13 | 14 | 13 | 10 | 9  | 10 | 9  | 9  | 9  | 7  | 7  | 7  | 7  | 7   | 6  | 4  | 6   | 7   | 7  | 6  | 6  | 7  |
| R. C. Lens            | 6  | 4  | 5  | 4  | 4  | 6  | 6  | 5  | 5  | 7  | 8  | 9  | 7  | 7  | 7  | 7  | 7  | 7  | 7  | 6  | 7  | 8  | 8  | 9  | 8  | 8   | 9  | 9  | 9   | 8   | 8  | 8  | 9  | 8  |
| Stade Brestois        | 18 | 18 | 12 | 14 | 11 | 13 | 11 | 11 | 10 | 11 | 12 | 12 | 11 | 11 | 11 | 12 | 11 | 9  | 8  | 8  | 8  | 9  | 9  | 10 | 9  | 9   | 8  | 8  | 8   | 9   | 9  | 9  | 8  | 9  |
| Toulouse F. C.        | 10 | 11 | 15 | 11 | 13 | 15 | 16 | 15 | 14 | 12 | 10 | 10 | 10 | 10 | 9  | 8  | 8  | 8  | 10 | 10 | 10 | 10 | 10 | 8  | 10 | 10  | 11 | 11 | 12  | 12  | 12 | 12 | 12 | 10 |
| A. J. Auxerre         | 5  | 10 | 13 | 15 | 16 | 12 | 14 | 12 | 13 | 10 | 9  | 7  | 8  | 8  | 8  | 9  | 10 | 11 | 11 | 11 | 11 | 12 | 11 | 12 | 11 | 11  | 10 | 10 | 10  | 11  | 10 | 10 | 10 | 11 |
| Stade Rennes          | 3  | 8  | 11 | 7  | 8  | 10 | 12 | 13 | 11 | 13 | 13 | 15 | 12 | 12 | 12 | 13 | 14 | 14 | 16 | 15 | 12 | 13 | 13 | 11 | 12 | 12  | 12 | 12 | 11  | 10  | 11 | 11 | 11 | 12 |
| F. C. Nantes          | 11 | 7  | 3  | 5  | 5  | 7  | 10 | 9  | 12 | 14 | 14 | 16 | 17 | 13 | 14 | 16 | 15 | 15 | 14 | 14 | 15 | 15 | 14 | 14 | 14 | 13  | 13 | 13 | 13* | 14* | 14 | 15 | 15 | 13 |
| Angers S. C. O.       | 14 | 15 | 17 | 17 | 18 | 18 | 18 | 17 | 15 | 15 | 15 | 17 | 14 | 15 | 15 | 14 | 13 | 12 | 13 | 12 | 13 | 11 | 12 | 13 | 13 | 14  | 14 | 14 | 14  | 15  | 15 | 14 | 13 | 14 |
| Le Havre A. C.        | 16 | 9  | 7  | 9  | 12 | 14 | 15 | 16 | 17 | 17 | 17 | 14 | 16 | 17 | 17 | 17 | 17 | 17 | 17 | 18 | 17 | 17 | 17 | 16 | 16 | 16  | 16 | 16 | 16  | 16  | 16 | 16 | 16 | 15 |
| Stade Reims           | 15 | 13 | 10 | 6  | 6  | 4  | 4  | 6  | 6  | 8  | 7  | 8  | 9  | 9  | 10 | 11 | 12 | 13 | 12 | 13 | 14 | 14 | 15 | 15 | 15 | 15  | 15 | 15 | 15  | 13  | 13 | 13 | 14 | 16 |
| A. S. Saint-Étienne   | 13 | 16 | 18 | 16 | 17 | 17 | 13 | 14 | 16 | 16 | 16 | 13 | 15 | 16 | 16 | 15 | 16 | 16 | 15 | 16 | 16 | 16 | 16 | 17 | 17 | 17* | 17 | 17 | 17  | 17  | 17 | 17 | 17 | 17 |
| Montpellier H. S. C.  | 9  | 14 | 16 | 18 | 15 | 16 | 17 | 18 | 18 | 18 | 18 | 18 | 18 | 18 | 18 | 18 | 18 | 18 | 18 | 17 | 18 | 18 | 18 | 18 | 18 | 18* | 18 | 18 | 18  | 18  | 18 | 18 | 18 | 18 |

|  |

## Resultados

### Primera vuelta
| Havre       | 1 – 4 | París Saint-Germain   | Stade Océane              | 16 de agosto | 20:45 |
| Brest       | 1 – 5 | Marsella              | Francis-Le Blé            | 17 de agosto | 17:00 |
| Reims       | 0 – 2 | Lille                 | Auguste Delaune           | 17 de agosto | 19:00 |
| Mónaco      | 1 – 0 | Saint-Étienne         | Estadio Luis II           | 17 de agosto | 21:00 |
| Auxerre     | 2 – 1 | Niza                  | Stade de l'Abbe-Deschamps | 18 de agosto | 15:00 |
| Montpellier | 1 – 1 | Racing de Estrasburgo | Stade de la Mosson        | 18 de agosto | 17:00 |
| Toulouse    | 0 – 0 | Nantes                | De Toulouse               | 18 de agosto | 17:00 |
| Angers      | 0 – 1 | Lens                  | Stade Raymond Kopa        | 18 de agosto | 17:00 |
| Rennes      | 3 – 0 | Lyon                  | Roazhon Park              | 18 de agosto | 20:45 |

| París Saint-Germain   | 6 – 0 | Montpellier | Parque de los Príncipes   | 23 de agosto | 20:45 |
| Lyon                  | 0 – 2 | Mónaco      | Groupama Stadium          | 24 de agosto | 17:00 |
| Lille                 | 2 – 0 | Angers      | Estadio Pierre-Mauroy     | 24 de agosto | 19:00 |
| Saint-Étienne         | 0 – 2 | Havre       | Estadio Geoffroy-Guichard | 24 de agosto | 21:00 |
| Lens                  | 2 – 0 | Brest       | Estadio Bollaert-Delelis  | 25 de agosto | 15:00 |
| Nantes                | 2 – 0 | Auxerre     | Estadio de la Beaujoire   | 25 de agosto | 17:00 |
| Niza                  | 1 – 1 | Toulouse    | Allianz Riviera           | 25 de agosto | 17:00 |
| Racing de Estrasburgo | 3 – 1 | Rennes      | Stade de la Meinau        | 25 de agosto | 17:00 |
| Marsella              | 2 – 2 | Reims       | Orange Vélodrome          | 25 de agosto | 20:45 |

| Lyon        | 4 – 3 | Racing de Estrasburgo | Groupama Stadium      | 30 de agosto    | 20:45 |
| Brest       | 4 – 0 | Saint-Étienne         | Francis-Le Blé        | 31 de agosto    | 17:00 |
| Montpellier | 1 – 3 | Nantes                | Stade de la Mosson    | 31 de agosto    | 19:00 |
| Toulouse    | 1 – 3 | Marsella              | De Toulouse           | 31 de agosto    | 21:00 |
| Mónaco      | 1 – 1 | Lens                  | Estadio Luis II       | 1 de septiembre | 15:00 |
| Angers      | 1 – 4 | Niza                  | Stade Raymond Kopa    | 1 de septiembre | 17:00 |
| Havre       | 3 – 1 | Auxerre               | Stade Océane          | 1 de septiembre | 17:00 |
| Reims       | 2 – 1 | Rennes                | Auguste Delaune       | 1 de septiembre | 17:00 |
| Lille       | 1 – 3 | París Saint-Germain   | Estadio Pierre-Mauroy | 1 de septiembre | 20:45 |

| Saint-Étienne         | 1 – 0 | Lille       | Estadio Geoffroy-Guichard | 13 de septiembre | 20:45 |
| Marsella              | 2 – 0 | Niza        | Orange Vélodrome          | 14 de septiembre | 17:00 |
| Auxerre               | 0 – 3 | Mónaco      | Stade de l'Abbe-Deschamps | 14 de septiembre | 19:00 |
| París Saint-Germain   | 3 – 1 | Brest       | Parque de los Príncipes   | 14 de septiembre | 21:00 |
| Rennes                | 3 – 0 | Montpellier | Roazhon Park              | 15 de septiembre | 15:00 |
| Nantes                | 1 – 2 | Reims       | Estadio de la Beaujoire   | 15 de septiembre | 17:00 |
| Racing de Estrasburgo | 1 – 1 | Angers      | Stade de la Meinau        | 15 de septiembre | 17:00 |
| Toulouse              | 2 – 0 | Havre       | De Toulouse               | 15 de septiembre | 17:00 |
| Lens                  | 0 – 0 | Lyon        | Estadio Bollaert-Delelis  | 15 de septiembre | 20:45 |

| Niza        | 8 – 0 | Saint-Étienne         | Allianz Riviera       | 20 de septiembre | 20:45 |
| Lille       | 3 – 3 | Racing de Estrasburgo | Estadio Pierre-Mauroy | 21 de septiembre | 17:00 |
| Rennes      | 1 – 1 | Lens                  | Roazhon Park          | 21 de septiembre | 19:00 |
| Reims       | 1 – 1 | París Saint-Germain   | Auguste Delaune       | 21 de septiembre | 21:00 |
| Mónaco      | 3 – 1 | Havre                 | Estadio Luis II       | 22 de septiembre | 15:00 |
| Brest       | 2 – 0 | Toulouse              | Francis-Le Blé        | 22 de septiembre | 17:00 |
| Montpellier | 3 – 2 | Auxerre               | Stade de la Mosson    | 22 de septiembre | 17:00 |
| Angers      | 1 – 1 | Nantes                | Stade Raymond Kopa    | 22 de septiembre | 17:00 |
| Lyon        | 2 – 3 | Marsella              | Groupama Stadium      | 22 de septiembre | 20:45 |

| Auxerre               | 3 – 0 | Brest         | Stade de l'Abbe-Deschamps | 27 de septiembre | 19:00 |
| París Saint-Germain   | 3 – 1 | Rennes        | Parque de los Príncipes   | 27 de septiembre | 21:00 |
| Lens                  | 0 – 0 | Niza          | Estadio Bollaert-Delelis  | 28 de septiembre | 17:00 |
| Havre                 | 0 – 3 | Lille         | Stade Océane              | 28 de septiembre | 19:00 |
| Mónaco                | 2 – 1 | Montpellier   | Estadio Luis II           | 28 de septiembre | 21:00 |
| Toulouse              | 1 – 2 | Lyon          | De Toulouse               | 29 de septiembre | 15:00 |
| Nantes                | 2 – 2 | Saint-Étienne | Estadio de la Beaujoire   | 29 de septiembre | 17:00 |
| Angers                | 1 – 3 | Reims         | Stade Raymond Kopa        | 29 de septiembre | 17:00 |
| Racing de Estrasburgo | 1 – 0 | Marsella      | Stade de la Meinau        | 29 de septiembre | 20:45 |

| Marsella              | 1 – 1 | Angers              | Orange Vélodrome          | 4 de octubre | 20:45 |
| Saint-Étienne         | 3 – 1 | Auxerre             | Estadio Geoffroy-Guichard | 5 de octubre | 17:00 |
| Lille                 | 2 – 1 | Toulouse            | Estadio Pierre-Mauroy     | 5 de octubre | 19:00 |
| Rennes                | 1 – 2 | Mónaco              | Roazhon Park              | 5 de octubre | 21:00 |
| Lyon                  | 2 – 0 | Nantes              | Groupama Stadium          | 6 de octubre | 15:00 |
| Brest                 | 2 – 0 | Havre               | Francis-Le Blé            | 6 de octubre | 17:00 |
| Racing de Estrasburgo | 2 – 2 | Lens                | Stade de la Meinau        | 6 de octubre | 17:00 |
| Reims                 | 4 – 2 | Montpellier         | Auguste Delaune           | 6 de octubre | 17:00 |
| Niza                  | 1 – 1 | París Saint-Germain | Allianz Riviera           | 6 de octubre | 20:45 |

| Mónaco              | 0 – 0 | Lille                 | Estadio Luis II           | 18 de octubre | 20:45 |
| Brest               | 1 – 1 | Rennes                | Francis-Le Blé            | 19 de octubre | 17:00 |
| Saint-Étienne       | 0 – 2 | Lens                  | Estadio Geoffroy-Guichard | 19 de octubre | 19:00 |
| París Saint-Germain | 4 – 2 | Racing de Estrasburgo | Parque de los Príncipes   | 19 de octubre | 21:00 |
| Havre               | 0 – 4 | Lyon                  | Stade Océane              | 20 de octubre | 15:00 |
| Auxerre             | 2 – 1 | Reims                 | Stade de l'Abbe-Deschamps | 20 de octubre | 17:00 |
| Toulouse            | 1 – 1 | Angers                | De Toulouse               | 20 de octubre | 17:00 |
| Nantes              | 1 – 1 | Niza                  | Estadio de la Beaujoire   | 20 de octubre | 17:00 |
| Montpellier         | 0 – 5 | Marsella              | Stade de la Mosson        | 20 de octubre | 20:45 |

| Rennes                | 1 – 0 | Havre               | Roazhon Park             | 25 de octubre | 20:45 |
| Angers                | 4 – 2 | Saint-Étienne       | Stade Raymond Kopa       | 26 de octubre | 17:00 |
| Reims                 | 1 – 2 | Brest               | Auguste Delaune          | 26 de octubre | 19:00 |
| Lens                  | 0 – 2 | Lille               | Estadio Bollaert-Delelis | 26 de octubre | 21:00 |
| Lyon                  | 2 – 2 | Auxerre             | Groupama Stadium         | 27 de octubre | 15:00 |
| Niza                  | 2 – 1 | Mónaco              | Allianz Riviera          | 27 de octubre | 17:00 |
| Montpellier           | 0 – 3 | Toulouse            | Stade de la Mosson       | 27 de octubre | 17:00 |
| Racing de Estrasburgo | 3 – 1 | Nantes              | Stade de la Meinau       | 27 de octubre | 17:00 |
| Marsella              | 0 – 3 | París Saint-Germain | Orange Vélodrome         | 27 de octubre | 20:45 |

| Mónaco              | 0 – 1 | Angers                | Estadio Luis II           | 1 de noviembre | 19:00 |
| Lille               | 1 – 1 | Lyon                  | Estadio Pierre-Mauroy     | 1 de noviembre | 21:00 |
| París Saint-Germain | 1 – 0 | Lens                  | Parque de los Príncipes   | 2 de noviembre | 17:00 |
| Brest               | 0 – 1 | Niza                  | Francis-Le Blé            | 2 de noviembre | 19:00 |
| Saint-Étienne       | 2 – 0 | Racing de Estrasburgo | Estadio Geoffroy-Guichard | 2 de noviembre | 21:00 |
| Toulouse            | 1 – 0 | Reims                 | De Toulouse               | 3 de noviembre | 15:00 |
| Auxerre             | 4 – 0 | Rennes                | Stade de l'Abbe-Deschamps | 3 de noviembre | 17:00 |
| Havre               | 1 – 0 | Montpellier           | Stade Océane              | 3 de noviembre | 17:00 |
| Nantes              | 1 – 2 | Marsella              | Estadio de la Beaujoire   | 3 de noviembre | 20:45 |

| Marsella              | 1 – 3 | Auxerre             | Orange Vélodrome         | 8 de noviembre  | 20:45 |
| Racing de Estrasburgo | 1 – 3 | Mónaco              | Stade de la Meinau       | 9 de noviembre  | 17:00 |
| Lens                  | 3 – 2 | Nantes              | Estadio Bollaert-Delelis | 9 de noviembre  | 19:00 |
| Angers                | 2 – 4 | París Saint-Germain | Stade Raymond Kopa       | 9 de noviembre  | 21:00 |
| Niza                  | 2 – 2 | Lille               | Allianz Riviera          | 10 de noviembre | 15:00 |
| Montpellier           | 3 – 1 | Brest               | Stade de la Mosson       | 10 de noviembre | 17:00 |
| Havre                 | 0 – 3 | Reims               | Stade Océane             | 10 de noviembre | 17:00 |
| Rennes                | 0 – 2 | Toulouse            | Roazhon Park             | 10 de noviembre | 17:00 |
| Lyon                  | 1 – 0 | Saint-Étienne       | Groupama Stadium         | 10 de noviembre | 20:45 |

| Mónaco              | 3 – 2 | Brest                 | Estadio Luis II           | 22 de noviembre | 19:00 |
| París Saint-Germain | 3 – 0 | Toulouse              | Parque de los Príncipes   | 22 de noviembre | 21:00 |
| Lens                | 1 – 3 | Marsella              | Estadio Bollaert-Delelis  | 23 de noviembre | 17:00 |
| Saint-Étienne       | 1 – 0 | Montpellier           | Estadio Geoffroy-Guichard | 23 de noviembre | 19:00 |
| Reims               | 1 – 1 | Lyon                  | Auguste Delaune           | 23 de noviembre | 21:00 |
| Lille               | 1 – 0 | Rennes                | Estadio Pierre-Mauroy     | 24 de noviembre | 15:00 |
| Nantes              | 0 – 2 | Havre                 | Estadio de la Beaujoire   | 24 de noviembre | 17:00 |
| Auxerre             | 1 – 0 | Angers                | Stade de l'Abbe-Deschamps | 24 de noviembre | 17:00 |
| Niza                | 2 – 1 | Racing de Estrasburgo | Allianz Riviera           | 24 de noviembre | 20:45 |

| Reims               | 0 – 2 | Lens                  | Estadio Auguste Delaune | 29 de noviembre | 20:45 |
| Rennes              | 5 – 0 | Saint-Étienne         | Roazhon Park            | 30 de noviembre | 17:00 |
| Brest               | 3 – 1 | Racing de Estrasburgo | Francis-Le Blé          | 30 de noviembre | 19:00 |
| París Saint-Germain | 1 – 1 | Nantes                | Parque de los Príncipes | 30 de noviembre | 21:00 |
| Montpellier         | 2 – 2 | Lille                 | Stade de la Mosson      | 1 de diciembre  | 15:00 |
| Lyon                | 4 – 1 | Niza                  | Groupama Stadium        | 1 de diciembre  | 17:00 |
| Havre               | 0 – 1 | Angers                | Stade Océane            | 1 de diciembre  | 17:00 |
| Toulouse            | 2 – 0 | Auxerre               | Stadium de Toulouse     | 1 de diciembre  | 17:00 |
| Marsella            | 2 – 1 | Mónaco                | Orange Vélodrome        | 1 de diciembre  | 20:45 |

| Lille                 | 3 – 1 | Brest               | Estadio Pierre-Mauroy       | 6 de diciembre | 19:00 |
| Auxerre               | 0 – 0 | París Saint-Germain | Estadio de l'Abbé-Deschamps | 6 de diciembre | 21:00 |
| Mónaco                | 2 – 0 | Toulouse            | Estadio Luis II             | 7 de diciembre | 17:00 |
| Niza                  | 2 – 1 | Havre               | Allianz Riviera             | 7 de diciembre | 19:00 |
| Angers                | 0 – 3 | Lyon                | Stade Raymond Kopa          | 7 de diciembre | 21:00 |
| Lens                  | 2 – 0 | Montpellier         | Estadio Bollaert-Delelis    | 8 de diciembre | 15:00 |
| Nantes                | 1 – 0 | Rennes              | Estadio de la Beaujoire     | 8 de diciembre | 17:00 |
| Racing de Estrasburgo | 0 – 0 | Reims               | Stade de la Meinau          | 8 de diciembre | 17:00 |
| Saint-Étienne         | 0 – 2 | Marsella            | Estadio Geoffroy-Guichard   | 8 de diciembre | 20:45 |

| Toulouse            | 2 – 1 | Saint-Étienne         | Stadium de Toulouse         | 13 de diciembre | 20:45 |
| Marsella            | 1 – 1 | Lille                 | Orange Vélodrome            | 14 de diciembre | 17:00 |
| Auxerre             | 2 – 2 | Lens                  | Estadio de l'Abbé-Deschamps | 14 de diciembre | 19:00 |
| Reims               | 0 – 0 | Mónaco                | Estadio Auguste Delaune     | 14 de diciembre | 21:00 |
| Montpellier         | 2 – 2 | Niza                  | Stade de la Mosson          | 15 de diciembre | 15:00 |
| Havre               | 0 – 3 | Racing de Estrasburgo | Stade Océane                | 15 de diciembre | 17:00 |
| Rennes              | 2 – 0 | Angers                | Roazhon Park                | 15 de diciembre | 17:00 |
| Brest               | 4 – 1 | Nantes                | Estadio Francis-Le Blé      | 15 de diciembre | 17:00 |
| París Saint-Germain | 3 – 1 | Lyon                  | Parque de los Príncipes     | 15 de diciembre | 20:45 |

| Mónaco                | 2 – 4 | París Saint-Germain | Estadio Luis II           | 18 de diciembre | 21:00 |
| Niza                  | 3 – 2 | Rennes              | Allianz Riviera           | 3 de enero      | 21:00 |
| Saint-Étienne         | 3 – 1 | Reims               | Estadio Geoffroy-Guichard | 4 de enero      | 17:00 |
| Lille                 | 1 – 1 | Nantes              | Estadio Pierre-Mauroy     | 4 de enero      | 19:00 |
| Lyon                  | 1 – 0 | Montpellier         | Groupama Stadium          | 4 de enero      | 21:00 |
| Lens                  | 0 – 1 | Toulouse            | Estadio Bollaert-Delelis  | 5 de enero      | 15:00 |
| Racing de Estrasburgo | 3 – 1 | Auxerre             | Stade de la Meinau        | 5 de enero      | 15:00 |
| Angers                | 2 – 0 | Brest               | Stade Raymond Kopa        | 5 de enero      | 15:00 |
| Marsella              | 5 – 1 | Havre               | Orange Vélodrome          | 5 de enero      | 20:45 |

| Nantes              | 2 – 2 | Mónaco                | Estadio de la Beaujoire     | 10 de enero | 19:00 |
| Auxerre             | 0 – 0 | Lille                 | Estadio de l'Abbé-Deschamps | 10 de enero | 21:05 |
| Brest               | 2 – 1 | Lyon                  | Estadio Francis-Le Blé      | 11 de enero | 17:00 |
| Reims               | 2 – 4 | Niza                  | Estadio Auguste Delaune     | 11 de enero | 19:00 |
| Rennes              | 1 – 2 | Marsella              | Roazhon Park                | 11 de enero | 21:00 |
| Havre               | 1 – 2 | Lens                  | Stade Océane                | 12 de enero | 15:00 |
| Montpellier         | 1 – 3 | Angers                | Stade de la Mosson          | 12 de enero | 17:15 |
| Toulouse            | 1 – 2 | Racing de Estrasburgo | Stadium de Toulouse         | 12 de enero | 17:15 |
| París Saint-Germain | 2 – 1 | Saint-Étienne         | Parque de los Príncipes     | 12 de enero | 20:45 |

### Segunda vuelta
| Montpellier   | 2 – 1 | Mónaco              | Stade de la Mosson        | 17 de enero | 19:00 |
| Lille         | 2 – 1 | Niza                | Estadio Pierre-Mauroy     | 17 de enero | 21:00 |
| Lens          | 1 – 2 | París Saint-Germain | Estadio Bollaert-Delelis  | 18 de enero | 17:00 |
| Rennes        | 1 – 2 | Brest               | Roazhon Park              | 18 de enero | 19:00 |
| Lyon          | 0 – 0 | Toulouse            | Groupama Stadium          | 18 de enero | 21:00 |
| Saint-Étienne | 1 – 1 | Nantes              | Estadio Geoffroy-Guichard | 19 de enero | 15:00 |
| Angers        | 2 – 0 | Auxerre             | Stade Raymond Kopa        | 19 de enero | 17:15 |
| Reims         | 1 – 1 | Havre               | Estadio Auguste Delaune   | 19 de enero | 17:15 |
| Marsella      | 1 – 1 | Racing Estrasburgo  | Orange Vélodrome          | 19 de enero | 20:45 |

| Auxerre             | 0 – 0 | Saint-Étienne | Estadio de l'Abbé-Deschamps | 24 de enero | 20:45 |
| Mónaco              | 3 – 2 | Rennes        | Estadio Luis II             | 25 de enero | 17:00 |
| Racing Estrasburgo  | 2 – 1 | Lille         | Stade de la Meinau          | 25 de enero | 19:00 |
| París Saint-Germain | 1 – 1 | Reims         | Parque de los Príncipes     | 25 de enero | 21:00 |
| Havre               | 0 – 1 | Brest         | Stade Océane                | 26 de enero | 15:00 |
| Nantes              | 1 – 1 | Lyon          | Estadio de la Beaujoire     | 26 de enero | 17:15 |
| Lens                | 1 – 0 | Angers        | Estadio Bollaert-Delelis    | 26 de enero | 17:15 |
| Toulouse            | 1 – 2 | Montpellier   | Stadium de Toulouse         | 26 de enero | 17:15 |
| Niza                | 2 – 0 | Marsella      | Allianz Riviera             | 26 de enero | 20:45 |

| Montpellier | 0 – 2 | Lens                | Stade de la Mosson      | 31 de enero  | 20:45 |
| Brest       | 2 – 5 | París Saint-Germain | Estadio Francis-Le Blé  | 1 de febrero | 17:00 |
| Mónaco      | 4 – 2 | Auxerre             | Estadio Luis II         | 1 de febrero | 19:00 |
| Lille       | 4 – 1 | Saint-Étienne       | Estadio Pierre-Mauroy   | 1 de febrero | 21:05 |
| Toulouse    | 1 – 1 | Niza                | Stadium de Toulouse     | 2 de febrero | 15:00 |
| Reims       | 1 – 2 | Nantes              | Estadio Auguste Delaune | 2 de febrero | 17:15 |
| Angers      | 1 – 1 | Havre               | Stade Raymond Kopa      | 2 de febrero | 17:15 |
| Rennes      | 1 – 0 | Racing Estrasburgo  | Roazhon Park            | 2 de febrero | 17:15 |
| Marsella    | 3 – 2 | Lyon                | Orange Vélodrome        | 2 de febrero | 20:45 |

| Nantes              | 0 – 2 | Brest       | Estadio de la Beaujoire     | 7 de febrero | 19:00 |
| París Saint-Germain | 4 – 1 | Mónaco      | Parque de los Príncipes     | 7 de febrero | 21:05 |
| Niza                | 2 – 0 | Lens        | Allianz Riviera             | 8 de febrero | 17:00 |
| Lille               | 1 – 2 | Havre       | Estadio Pierre-Mauroy       | 8 de febrero | 19:00 |
| Saint-Étienne       | 0 – 2 | Rennes      | Estadio Geoffroy-Guichard   | 8 de febrero | 21:05 |
| Lyon                | 4 – 0 | Reims       | Groupama Stadium            | 9 de febrero | 15:00 |
| Racing Estrasburgo  | 2 – 0 | Montpellier | Stade de la Meinau          | 9 de febrero | 17:15 |
| Auxerre             | 2 – 2 | Toulouse    | Estadio de l'Abbé-Deschamps | 9 de febrero | 17:15 |
| Angers              | 0 – 2 | Marsella    | Stade Raymond Kopa          | 9 de febrero | 20:45 |

| Brest       | 2 – 2 | Auxerre             | Estadio Francis-Le Blé   | 14 de febrero | 20:45 |
| Marsella    | 5 – 1 | Saint-Étienne       | Orange Vélodrome         | 15 de febrero | 17:00 |
| Mónaco      | 7 – 1 | Nantes              | Estadio Luis II          | 15 de febrero | 19:00 |
| Toulouse    | 0 – 1 | París Saint-Germain | Stadium de Toulouse      | 15 de febrero | 21:05 |
| Montpellier | 1 – 4 | Lyon                | Stade de la Mosson       | 16 de febrero | 15:00 |
| Lens        | 0 – 2 | Racing Estrasburgo  | Estadio Bollaert-Delelis | 16 de febrero | 17:15 |
| Reims       | 0 – 1 | Angers              | Estadio Auguste Delaune  | 16 de febrero | 17:15 |
| Havre       | 1 – 3 | Niza                | Stade Océane             | 16 de febrero | 17:15 |
| Rennes      | 0 – 2 | Lille               | Roazhon Park             | 16 de febrero | 20:45 |

| Rennes             | 1 – 0 | Reims               | Roazhon Park                | 21 de febrero | 20:45 |
| Lille              | 2 – 1 | Mónaco              | Estadio Pierre-Mauroy       | 22 de febrero | 17:00 |
| Saint-Étienne      | 3 – 3 | Angers              | Estadio Geoffroy-Guichard   | 22 de febrero | 19:00 |
| Auxerre            | 3 – 0 | Marsella            | Estadio de l'Abbé-Deschamps | 22 de febrero | 21:05 |
| Nantes             | 3 – 1 | Lens                | Estadio de la Beaujoire     | 23 de febrero | 15:00 |
| Havre              | 1 – 4 | Toulouse            | Stade Océane                | 23 de febrero | 17:15 |
| Racing Estrasburgo | 0 – 0 | Brest               | Stade de la Meinau          | 23 de febrero | 17:15 |
| Niza               | 2 – 0 | Montpellier         | Allianz Riviera             | 23 de febrero | 17:15 |
| Lyon               | 2 – 3 | París Saint-Germain | Groupama Stadium            | 23 de febrero | 20:45 |

| Mónaco              | 3 – 0 | Reims              | Estadio Luis II             | 28 de febrero | 20:45 |
| Saint-Étienne       | 1 – 3 | Niza               | Estadio Geoffroy-Guichard   | 1 de marzo    | 17:00 |
| Lens                | 3 – 4 | Havre              | Estadio Bollaert-Delelis    | 1 de marzo    | 19:00 |
| París Saint-Germain | 4 – 1 | Lille              | Parque de los Príncipes     | 1 de marzo    | 21:05 |
| Lyon                | 2 – 1 | Brest              | Groupama Stadium            | 2 de marzo    | 15:00 |
| Montpellier         | 0 – 4 | Rennes             | Stade de la Mosson          | 2 de marzo    | 17:15 |
| Auxerre             | 0 – 1 | Racing Estrasburgo | Estadio de l'Abbé-Deschamps | 2 de marzo    | 17:15 |
| Angers              | 0 – 4 | Toulouse           | Stade Raymond Kopa          | 2 de marzo    | 17:15 |
| Marsella            | 2 – 0 | Nantes             | Orange Vélodrome            | 2 de marzo    | 20:45 |

| Toulouse | 1 – 1 | Mónaco              | Stadium de Toulouse     | 7 de marzo | 20:45 |
| Rennes   | 1 – 4 | París Saint-Germain | Roazhon Park            | 8 de marzo | 17:00 |
| Lille    | 1 – 0 | Montpellier         | Estadio Pierre-Mauroy   | 8 de marzo | 19:00 |
| Marsella | 0 – 1 | Lens                | Orange Vélodrome        | 8 de marzo | 21:05 |
| Brest    | 2 – 0 | Angers              | Estadio Francis-Le Blé  | 9 de marzo | 15:00 |
| Havre    | 1 – 1 | Saint-Étienne       | Stade Océane            | 9 de marzo | 17:15 |
| Nantes   | 0 – 1 | Racing Estrasburgo  | Estadio de la Beaujoire | 9 de marzo | 17:15 |
| Reims    | 0 – 2 | Auxerre             | Estadio Auguste Delaune | 9 de marzo | 17:15 |
| Niza     | 0 – 2 | Lyon                | Allianz Riviera         | 9 de marzo | 20:45 |

| Niza                | 1 – 1 | Auxerre       | Allianz Riviera          | 14 de marzo | 20:45 |
| Nantes              | 1 – 0 | Lille         | Estadio de la Beaujoire  | 15 de marzo | 17:00 |
| Angers              | 0 – 2 | Mónaco        | Stade Raymond Kopa       | 15 de marzo | 19:00 |
| Lens                | 1 – 0 | Rennes        | Estadio Bollaert-Delelis | 15 de marzo | 21:05 |
| Lyon                | 4 – 2 | Havre         | Groupama Stadium         | 16 de marzo | 15:00 |
| Brest               | 0 – 0 | Reims         | Estadio Francis-Le Blé   | 16 de marzo | 17:15 |
| Montpellier         | 0 – 2 | Saint-Étienne | Stade de la Mosson       | 16 de marzo | 17:15 |
| Racing Estrasburgo  | 2 – 1 | Toulouse      | Stade de la Meinau       | 16 de marzo | 17:15 |
| París Saint-Germain | 3 – 1 | Marsella      | Parque de los Príncipes  | 16 de marzo | 20:45 |

| Racing Estrasburgo | 4 – 2 | Lyon                | Stade de la Meinau          | 28 de marzo | 20:45 |
| Reims              | 3 – 1 | Marsella            | Estadio Auguste Delaune     | 29 de marzo | 17:00 |
| Saint-Étienne      | 1 – 6 | París Saint-Germain | Estadio Geoffroy-Guichard   | 29 de marzo | 19:00 |
| Mónaco             | 2 – 1 | Niza                | Estadio Luis II             | 29 de marzo | 21:05 |
| Toulouse           | 2 – 4 | Brest               | Stadium de Toulouse         | 30 de marzo | 15:00 |
| Angers             | 0 – 3 | Rennes              | Stade Raymond Kopa          | 30 de marzo | 17:15 |
| Auxerre            | 1 – 0 | Montpellier         | Estadio de l'Abbé-Deschamps | 30 de marzo | 17:15 |
| Havre              | 3 – 2 | Nantes              | Stade Océane                | 30 de marzo | 17:15 |
| Lille              | 1 – 0 | Lens                | Estadio Pierre-Mauroy       | 30 de marzo | 20:45 |

| Niza                    | 1 – 2 | Nantes             | Allianz Riviera          | 4 de abril | 20:45 |
| París Saint-Germain (C) | 1 – 0 | Angers             | Parque de los Príncipes  | 5 de abril | 17:00 |
| Brest                   | 2 – 1 | Mónaco             | Estadio Francis-Le Blé   | 5 de abril | 19:00 |
| Lyon                    | 2 – 1 | Lille              | Groupama Stadium         | 5 de abril | 21:05 |
| Lens                    | 1 – 0 | Saint-Étienne      | Estadio Bollaert-Delelis | 6 de abril | 15:00 |
| Montpellier             | 0 – 2 | Havre              | Stade de la Mosson       | 6 de abril | 17:15 |
| Reims                   | 0 – 1 | Racing Estrasburgo | Estadio Auguste Delaune  | 6 de abril | 17:15 |
| Rennes                  | 0 – 1 | Auxerre            | Roazhon Park             | 6 de abril | 17:15 |
| Marsella                | 3 – 2 | Toulouse           | Orange Vélodrome         | 6 de abril | 20:45 |

| Lens               | 0 – 2 | Reims               | Estadio Bollaert-Delelis    | 11 de abril | 20:45 |
| Mónaco             | 3 – 0 | Marsella            | Estadio Luis II             | 12 de abril | 17:00 |
| Toulouse           | 1 – 2 | Lille               | Stadium de Toulouse         | 12 de abril | 19:00 |
| Racing Estrasburgo | 2 – 2 | Niza                | Stade de la Meinau          | 12 de abril | 21:05 |
| Saint-Étienne      | 3 – 3 | Brest               | Estadio Geoffroy-Guichard   | 13 de abril | 15:00 |
| Havre              | 1 – 5 | Rennes              | Stade Océane                | 13 de abril | 17:15 |
| Angers             | 2 – 0 | Montpellier         | Stade Raymond Kopa          | 13 de abril | 17:15 |
| Auxerre            | 1 – 3 | Lyon                | Estadio de l'Abbé-Deschamps | 13 de abril | 20:45 |
| Nantes             | 1 – 1 | París Saint-Germain | Estadio de la Beaujoire     | 22 de abril | 20:45 |

| Rennes              | 2 – 1 | Nantes             | Roazhon Park              | 18 de abril | 20:45 |
| París Saint-Germain | 2 – 1 | Havre              | Parque de los Príncipes   | 19 de abril | 17:00 |
| Mónaco              | 0 – 0 | Racing Estrasburgo | Estadio Luis II           | 19 de abril | 19:00 |
| Marsella            | 5 – 1 | Montpellier        | Orange Vélodrome          | 19 de abril | 21:05 |
| Lille               | 3 – 1 | Auxerre            | Estadio Pierre-Mauroy     | 20 de abril | 15:00 |
| Niza                | 2 – 1 | Angers             | Allianz Riviera           | 20 de abril | 17:15 |
| Brest               | 1 – 3 | Lens               | Estadio Francis-Le Blé    | 20 de abril | 17:15 |
| Reims               | 1 – 0 | Toulouse           | Estadio Auguste Delaune   | 20 de abril | 17:15 |
| Saint-Étienne       | 2 – 1 | Lyon               | Estadio Geoffroy-Guichard | 20 de abril | 20:45 |

| París Saint-Germain | 1 – 3 | Niza          | Parque de los Príncipes  | 25 de abril | 20:45 |
| Racing Estrasburgo  | 3 – 1 | Saint-Étienne | Stade de la Meinau       | 26 de abril | 17:00 |
| Havre               | 1 – 1 | Mónaco        | Stade Océane             | 26 de abril | 19:00 |
| Lyon                | 4 – 1 | Rennes        | Groupama Stadium         | 26 de abril | 21:05 |
| Angers              | 0 – 2 | Lille         | Stade Raymond Kopa       | 27 de abril | 15:00 |
| Montpellier         | 0 – 0 | Reims         | Stade de la Mosson       | 27 de abril | 17:15 |
| Nantes              | 0 – 0 | Toulouse      | Estadio de la Beaujoire  | 27 de abril | 17:15 |
| Lens                | 0 – 4 | Auxerre       | Estadio Bollaert-Delelis | 27 de abril | 17:15 |
| Marsella            | 4 – 1 | Brest         | Orange Vélodrome         | 27 de abril | 20:45 |

| Niza               | 1 – 0 | Reims               | Allianz Riviera             | 2 de mayo | 20:45 |
| Racing Estrasburgo | 2 – 1 | París Saint-Germain | Stade de la Meinau          | 3 de mayo | 17:00 |
| Toulouse           | 2 – 1 | Rennes              | Stadium de Toulouse         | 3 de mayo | 19:00 |
| Saint-Étienne      | 1 – 3 | Mónaco              | Estadio Geoffroy-Guichard   | 3 de mayo | 21:05 |
| Nantes             | 0 – 1 | Angers              | Estadio de la Beaujoire     | 4 de mayo | 15:00 |
| Lyon               | 1 – 2 | Lens                | Groupama Stadium            | 4 de mayo | 17:15 |
| Brest              | 1 – 0 | Montpellier         | Estadio Francis-Le Blé      | 4 de mayo | 17:15 |
| Auxerre            | 1 – 2 | Havre               | Estadio de l'Abbé-Deschamps | 4 de mayo | 17:15 |
| Lille              | 1 – 1 | Marsella            | Estadio Pierre-Mauroy       | 4 de mayo | 20:45 |

| Angers      | 2 – 1 | Racing Estrasburgo  | Stade Raymond Kopa          | 10 de mayo | 21:00 |
| Auxerre     | 1 – 1 | Nantes              | Estadio de l'Abbé-Deschamps | 10 de mayo | 21:00 |
| Brest       | 2 – 0 | Lille               | Estadio Francis-Le Blé      | 10 de mayo | 21:00 |
| Havre       | 1 – 3 | Marsella            | Stade Océane                | 10 de mayo | 21:00 |
| Monaco      | 2 – 0 | Lyon                | Estadio Luis II             | 10 de mayo | 21:00 |
| Montpellier | 1 – 4 | París Saint-Germain | Stade de la Mosson          | 10 de mayo | 21:00 |
| Reims       | 0 – 2 | Saint-Étienne       | Estadio Auguste Delaune     | 10 de mayo | 21:00 |
| Rennes      | 2 – 0 | Niza                | Roazhon Park                | 10 de mayo | 21:00 |
| Toulouse    | 1 – 1 | Lens                | Stadium de Toulouse         | 10 de mayo | 21:00 |

| Lens                | 4 – 0 | Mónaco      | Estadio Bollaert-Delelis  | 17 de mayo | 21:00 |
| Lille               | 2 – 1 | Reims       | Estadio Pierre-Mauroy     | 17 de mayo | 21:00 |
| Olympique de Lyon   | 2 – 0 | Angers      | Groupama Stadium          | 17 de mayo | 21:00 |
| Marsella            | 4 – 2 | Rennes      | Orange Vélodrome          | 17 de mayo | 21:00 |
| Nantes              | 3 – 0 | Montpellier | Estadio de la Beaujoire   | 17 de mayo | 21:00 |
| Niza                | 6 – 0 | Brest       | Allianz Riviera           | 17 de mayo | 21:00 |
| París Saint-Germain | 3 – 0 | Auxerre     | Parque de los Príncipes   | 17 de mayo | 21:00 |
| Racing Estrasburgo  | 2 – 3 | Havre       | Stade de la Meinau        | 17 de mayo | 21:00 |
| Saint-Étienne       | 2 – 3 | Toulouse    | Estadio Geoffroy-Guichard | 17 de mayo | 21:00 |

## Campeón
| Campeón                          |
| Francia                          |
| París Saint-Germain 13.er título |

## Play-offs para la Ligue 1 2025-26

### Cuadro de desarrollo
|  | Primera ronda de Ascenso | Primera ronda de Ascenso | Primera ronda de Ascenso |                |   | Segunda ronda de Ascenso | Segunda ronda de Ascenso | Segunda ronda de Ascenso |   |   | Promoción de Ascenso-Permanencia | Promoción de Ascenso-Permanencia | Promoción de Ascenso-Permanencia | Promoción de Ascenso-Permanencia | Promoción de Ascenso-Permanencia |  |
|  |                          |                          |                          |                |   |                          |                          |                          |   |   |                                  |                                  |                                  |                                  |                                  |  |
|  |                          |                          |                          |                |   |                          |                          |                          |   |   |                                  |                                  |                                  |                                  |                                  |  |
|  | 4                        | Union Dunkerque          | 1                        |                |   |                          |                          |                          |   |   |                                  |                                  |                                  |                                  |                                  |  |
|  | 4                        | Union Dunkerque          | 1                        |                |   |                          |                          |                          |   |   |                                  |                                  |                                  |                                  |                                  |  |
|  | 5                        | En Avant Guingamp        | 0                        |                |   |                          |                          |                          |   |   |                                  |                                  |                                  |                                  |                                  |  |
|  | 5                        | En Avant Guingamp        | 0                        |                | 4 | Union Dunkerque          | 0                        |                          |   |   |                                  |                                  |                                  |                                  |                                  |  |
|  |                          |                          |                          |                | 4 | Union Dunkerque          | 0                        |                          |   |   |                                  |                                  |                                  |                                  |                                  |  |
|  |                          |                          | 3                        | F. C. Metz     | 1 |                          |                          |                          |   |   |                                  |                                  |                                  |                                  |                                  |  |
|  |                          |                          | 3                        | F. C. Metz     | 1 |                          |                          |                          |   |   |                                  |                                  |                                  |                                  |                                  |  |
|  |                          |                          |                          |                |   |                          |                          |                          |   |   |                                  |                                  |                                  |                                  |                                  |  |
|  |                          |                          |                          |                |   |                          |                          |                          |   |   |                                  |                                  |                                  |                                  |                                  |  |
|  |                          |                          |                          |                |   |                          | 3                        | F. C. Metz               | 1 | 3 | 4                                |                                  |                                  |                                  |                                  |  |
|  |                          |                          |                          |                |   |                          |                          |                          | 1 | 3 | 4                                |                                  |                                  |                                  |                                  |  |
|  |                          |                          | 16                       | Stade de Reims | 1 | 1                        | 2                        |                          |   |   |                                  |                                  |                                  |                                  |                                  |  |
|  |                          |                          | 16                       | Stade de Reims | 1 | 1                        | 2                        |                          |   |   |                                  |                                  |                                  |                                  |                                  |  |
|  |                          |                          |                          |                |   |                          |                          |                          |   |   |                                  |                                  |                                  |                                  |                                  |  |
|  |                          |                          |                          |                |   |                          |                          |                          |   |   |                                  |                                  |                                  |                                  |                                  |  |
|  |                          |                          |                          |                |   |                          |                          |                          |   |   |                                  |                                  |                                  |                                  |                                  |  |
|  |                          |                          |                          |                |   |                          |                          |                          |   |   |                                  |                                  |                                  |                                  |                                  |  |
|  |                          |                          |                          |                |   |                          |                          |                          |   |   |                                  |                                  |                                  |                                  |                                  |  |
|  |                          |                          |                          |                |   |                          |                          |                          |   |   |                                  |                                  |                                  |                                  |                                  |  |
|  |                          |                          |                          |                |   |                          |                          |                          |   |   |                                  |                                  |                                  |                                  |                                  |  |
|  |                          |                          |                          |                |   |                          |                          |                          |   |   |                                  |                                  |                                  |                                  |                                  |  |
|  |                          |                          |                          |                |   |                          |                          |                          |   |   |                                  |                                  |                                  |                                  |                                  |  |
|  |                          |                          |                          |                |   |                          |                          |                          |   |   |                                  |                                  |                                  |                                  |                                  |  |

#### Primera ronda
| 14 de mayo de 2025 | Union Dunkerque | 1:0 (0:0) | En Avant Guingamp | Stade Marcel-Tribut, Dunkerque  |                                 |
| 20:30 CEST         | Rivera 46'      | Reporte   |                   | Árbitro(s): Abdelatif Kherradji | Árbitro(s): Abdelatif Kherradji |

#### Segunda ronda
| 17 de mayo de 2025 | F. C. Metz   | 1:0 (0:0) | Union Dunkerque | Stade Saint-Symphorien, Metz |                             |
| 17:00 CEST         | Bammou 90+3' | Reporte   |                 | Árbitro(s): Mathieu Vernice  | Árbitro(s): Mathieu Vernice |

#### Tercera ronda
| Ida; 21 de mayo de 2025 | F. C. Metz | 1:1 (1:0) | Stade de Reims | Stade Saint-Symphorien, Metz  |                               |
| 20:00 CEST              | Udol 38'   | Reporte   | Kipré 52'      | Árbitro(s): Hakim Ben El Hadj | Árbitro(s): Hakim Ben El Hadj |

| Vuelta; 29 de mayo de 2025 | Stade de Reims | 1:3 (1:1, 0:0) (t. s.)(Global 2:4) | F. C. Metz                        | Stade Auguste Delaune, Reims |                             |
| 20:30 CEST                 | Tia 57'        | Reporte                            | Udol 78' · Touré 110' · Hein 114' | Árbitro(s): Eric Wattellier  | Árbitro(s): Eric Wattellier |

- F. C. Metz ganó por 4–2 en el marcador global. Por lo tanto, F. C. Metz ascendió a la Ligue 1 y el Stade de Reims descendió a la Ligue 2, para la temporada 2025-26.

## Datos y estadísticas

### Récords
- Primer gol de la temporada: Anotado por Lee Kang-in, para el Paris Saint-Germain contra el Le Havre (17 de agosto de 2024)
- Último gol de la temporada: Anotado por Abdoulaye Touré para Le Havre contra el Racing Strasbourg (17 de mayo de 2025)
- Gol más rápido: Anotado a los 34 segundos por Mbala Nzola en el Montpellier 0 – 2 Lens (31 de enero de 2025)
- Gol más cercano al final del encuentro: Anotado a los 90+11 minutos por Mohamed Bayo en el Lens 0 – 2 Lille (26 de octubre de 2024)
- Mayor número de goles marcados en un partido: Niza 8 – 0 Saint-Étienne (20 de octubre de 2024) ; Mónaco 7 – 1 Nantes (15 de febrero de 2025)
- Partido con más espectadores: 66 312 espectadores en el Olympique Marsella 5 – 1 Montpellier (19 de abril de 2025)
- Partido con menos espectadores: 5 336 espectadores en el Mónaco 4 – 2 Auxerre (1 de febrero de 2025)
- Mayor victoria local: Niza 8 – 0 Saint-Étienne (20 de septiembre de 2024)
- Mayor victoria visitante: Montpellier 0 – 5 Marsella (20 de octubre de 2024) ; Saint-Étienne 1 – 6 París Saint-Germain (29 de marzo de 2025)

### Máximos goleadores
Actualizado el 17 de mayo de 2025.
| Pos. | Jugador             | Equipo                | Goles | Part. | Prom. |
| ---- | ------------------- | --------------------- | ----- | ----- | ----- |
| 1    | Ousmane Dembélé     | Paris Saint-Germain   | 21    | 29    | 0.72  |
| 2    | Mason Greenwood     | Olympique Marsella    | 21    | 34    | 0.62  |
| 3    | Arnaud Kalimuendo   | Stade Rennes          | 17    | 33    | 0.52  |
| 4    | Jonathan David      | Lille O. S. C.        | 16    | 32    | 0.5   |
| 5    | Alexandre Lacazette | Olympique Lyon        | 15    | 30    | 0.5   |
| 6    | Bradley Barcola     | Paris Saint-Germain   | 14    | 34    | 0.41  |
| 7    | Emanuel Emegha      | Racing de Estrasburgo | 14    | 27    | 0.52  |
| 8    | Mika Biereth        | A. S. Mónaco          | 13    | 16    | 0.81  |
| 9    | Ludovic Ajorque     | Stade Brestois        | 13    | 31    | 0.42  |
| 10   | Amine Gouiri        | Olympique Marsella    | 13    | 33    | 0.39  |

### Máximos asistentes
Actualizado el 17 de mayo de 2025.
| Pos. | Jugador           | Equipo                | Asist. | Part. | Prom. |
| ---- | ----------------- | --------------------- | ------ | ----- | ----- |
| 1    | Rayan Cherki      | Olympique de Lyon     | 11     | 30    | 0.37  |
| 2    | Gaëtan Perrin     | A. J. Auxerre         | 11     | 34    | 0.32  |
| 3    | Maghnes Akliouche | A. S. Mónaco          | 10     | 32    | 0.31  |
| 4    | Bradley Barcola   | Paris Saint-Germain   | 10     | 34    | 0.29  |
| 5    | Moses Simon       | F. C. Nantes          | 10     | 32    | 0.31  |
| 6    | João Neves        | Paris Saint-Germain   | 8      | 29    | 0.28  |
| 7    | Jonathan Clauss   | O. G. C. Niza         | 8      | 28    | 0.29  |
| 8    | Dilane Bakwa      | Racing de Estrasburgo | 8      | 30    | 0.27  |
| 9    | Evann Guessand    | O. G. C. Niza         | 8      | 28    | 0.29  |
| 10   | Ludovic Blas      | Stade Rennes          | 8      | 29    | 0.28  |

### Mejor portero
Datos actualizados a 17 de mayo de 2025.
| Pos. | Jugador              | Equipo                    | Goles recibidos | Part. | Coef. |
| ---- | -------------------- | ------------------------- | --------------- | ----- | ----- |
| 1    | Philipp Köhn         | A. S. Mónaco              | 19              | 19    | 1     |
| 2    | Lucas Chevalier      | Lille O. S. C.            | 36              | 34    | 1.06  |
| 3    | Gianluigi Donnarumma | Paris Saint-Germain F. C. | 25              | 23    | 1.09  |
| 4    | Marcin Bulka         | O. G. C. Niza             | 41              | 34    | 1.21  |
| 5    | Djordje Petrović     | Racing de Estrasburgo     | 38              | 31    | 1.23  |
| 6    | Brice Samba          | R. C. Lens                | 41              | 32    | 1.28  |
| 7    | Guillaume Restes     | Toulouse F. C.            | 36              | 28    | 1.29  |
| 8    | Lucas Perri          | Olympique de Lyon         | 44              | 33    | 1.33  |
| 9    | Gerónimo Rulli       | Olympique de Marsella     | 47              | 34    | 1.38  |
| =    | Yehvann Diouf        | Stade Reims               | 47              | 34    | 1.38  |

### Hat-tricks o pókers
A continuación se detallan los tripletes conseguidos a lo largo de la temporada.
| Fecha                    | Jugador             | Goles       | Local         | Resultado | Visitante           | Jornada    |
| ------------------------ | ------------------- | ----------- | ------------- | --------- | ------------------- | ---------- |
| 28 de septiembre de 2024 | Jonathan David      | 23' 35' 79' | Le Havre      | 0 – 3     | Lille               | Jornada 6  |
| 5 de octubre de 2024     | Zuriko Davitashvili | 15' 54' 86' | Saint-Étienne | 3 – 1     | Auxerre             | Jornada 7  |
| 30 de noviembre de 2024  | Arnaud Kalimuendo   | 39' 61' 67' | Rennes        | 5 – 0     | Saint-Étienne       | Jornada 13 |
| 1 de diciembre de 2024   | Alexandre Lacazette | 4' 41' 69'  | Lyon          | 4 – 1     | Niza                | Jornada 13 |
| 1 de febrero de 2025     | Ousmane Dembélé     | 29' 57' 62' | Brest         | 2 – 5     | París Saint-Germain | Jornada 20 |
| 1 de febrero de 2025     | Mika Biereth        | 57' 63' 65' | Mónaco        | 4 – 2     | Auxerre             | Jornada 20 |
| 15 de febrero de 2025    | Mika Biereth        | 44' 54' 64' | Mónaco        | 7 – 1     | Nantes              | Jornada 22 |
| 28 de febrero de 2025    | Mika Biereth        | 34' 39' 51' | Mónaco        | 3 – 0     | Reims               | Jornada 24 |
| 27 de abril de 2025      | Amine Gouiri        | 8' 45' 63'  | Marsella      | 4 – 1     | Brest               | Jornada 31 |
| 10 de mayo de 2025       | Gonçalo Ramos       | 49' 59' 65' | Montpellier   | 1 – 4     | París Saint-Germain | Jornada 33 |

### Autogoles
| Fecha                    | Jugador               | Minuto | Local                 | Resultado | Visitante             | Jornada    |
| ------------------------ | --------------------- | ------ | --------------------- | --------- | --------------------- | ---------- |
| 25 de agosto de 2024     | Julien Le Cardinal    | 45'    | R. C. de Lens         | 2 – 0     | Stade Brestois        | Jornada 2  |
| 25 de agosto de 2024     | Christopher Wooh      | 87'    | Racing de Estrasburgo | 3 – 1     | Stade Rennes          | Jornada 2  |
| 31 de agosto de 2024     | Charlie Cresswell     | 52'    | Toulouse F. C.        | 1 – 3     | Olympique de Marsella | Jornada 3  |
| 1 de septiembre de 2024  | Elisha Owusu          | 23'    | Le Havre A. C.        | 3 – 1     | A. J. Auxerre         | Jornada 3  |
| 20 de septiembre de 2024 | Dylan Batubinsika     | 4'     | O. G. C. Niza         | 8 – 0     | A. S. Saint-Étienne   | Jornada 5  |
| 29 de septiembre de 2024 | Rasmus Nicolaisen     | 28'    | Toulouse F. C.        | 1 – 2     | Olympique de Lyon     | Jornada 6  |
| 6 de octubre de 2024     | Nicolas Pallois       | 54'    | Olympique de Lyon     | 2 – 0     | F. C. Nantes          | Jornada 7  |
| 6 de octubre de 2024     | Moïse Bombito         | 52'    | O. G. C. Niza         | 1 – 1     | París Saint-Germain   | Jornada 7  |
| 27 de octubre de 2024    | Leonardo Balerdi      | 29'    | Olympique de Marsella | 0 – 3     | París Saint-Germain   | Jornada 9  |
| 10 de noviembre de 2024  | Baptiste Santamaria   | 23'    | Stade Rennes          | 0 – 2     | Toulouse F. C.        | Jornada 11 |
| 24 de noviembre de 2024  | Fabien Centonze       | 74'    | F. C. Nantes          | 0 – 2     | Le Havre A. C.        | Jornada 12 |
| 24 de noviembre de 2024  | Abakar Sylla          | 62'    | O. G. C. Niza         | 2 – 1     | Racing de Estrasburgo | Jornada 12 |
| 8 de diciembre de 2024   | Bećir Omeragić        | 92'    | R. C. de Lens         | 2 – 0     | Montpellier H. S. C.  | Jornada 14 |
| 4 de enero de 2025       | Khalil Fayad          | 91'    | Olympique de Lyon     | 1 – 0     | Montpellier H. S. C.  | Jornada 16 |
| 12 de enero de 2025      | Ismaël Doukouré       | 35'    | Toulouse F. C.        | 1 – 2     | Racing de Estrasburgo | Jornada 17 |
| 19 de enero de 2025      | Sinaly Diomandé       | 18'    | Angers S. C. O.       | 2 – 0     | A. J. Auxerre         | Jornada 18 |
| 16 de febrero de 2025    | Étienne Youte         | 18'    | Le Havre A. C.        | 1 – 3     | O. G. C. Niza         | Jornada 22 |
| 1 de marzo de 2025       | Mickaël Nade          | 52'    | A. S. Saint-Étienne   | 1 – 3     | Toulouse F. C.        | Jornada 24 |
| 16 de marzo de 2025      | Pol Lirola            | 76'    | París Saint-Germain   | 3 – 1     | Olympique de Marsella | Jornada 26 |
| 6 de abril de 2025       | Gabriel Suazo         | 21'    | Olympique de Marsella | 3 – 2     | Toulouse F. C.        | Jornada 28 |
| 19 de abril de 2025      | Wilfried Ndollo Bille | 60'    | Olympique de Marsella | 5 – 1     | Montpellier H. S. C.  | Jornada 30 |
| 20 de abril de 2025      | Alex Sandro           | 92'    | Lille O. S. C.        | 3 – 1     | A. J. Auxerre         | Jornada 30 |
| 27 de abril de 2025      | Brendan Chardonnet    | 37'    | Olympique de Marsella | 4 – 1     | Stade Brestois        | Jornada 31 |
| 3 de mayo de 2025        | Lucas Hernández       | 20'    | Racing de Estrasburgo | 2 – 1     | París Saint-Germain   | Jornada 32 |
| 4 de mayo de 2025        | Jubal Rocha Mendes    | 79'    | A. J. Auxerre         | 1 – 2     | Le Havre A. C.        | Jornada 32 |

## Premios

### Jugador del mes
| Mes        | Primero             | Primero             | Otros Nomidados     | Otros Nomidados       | Otros Nomidados    | Otros Nomidados     |
| Mes        | Jugador             | Equipo              | Jugador             | Equipo                | Jugador            | Equipo              |
| ---------- | ------------------- | ------------------- | ------------------- | --------------------- | ------------------ | ------------------- |
| Septiembre | Bradley Barcola     | Paris Saint-Germain | Mason Greenwood     | Olympique Marsella    | Jonathan David     | Lille O. S. C.      |
| Octubre    | Zuriko Davitashvili | A. S. Saint-Étienne | Bradley Barcola     | Paris Saint-Germain   | Lucas Chevalier    | Lille O. S. C.      |
| Noviembre  | Jonathan David      | Lille O. S. C.      | Alexandre Lacazette | Olympique Lyon        | Eliesse Ben Seghir | A. S. Mónaco        |
| Diciembre  | Mason Greenwood     | Olympique Marsella  | Rayan Cherki        | Olympique Lyon        | Jonathan David     | Lille O. S. C.      |
| Enero      | Ousmane Dembélé     | Paris Saint-Germain | Emanuel Emegha      | Racing de Estrasburgo | Evann Guessand     | O. G. C. Niza       |
| Febrero    | Amine Gouiri        | Olympique Marsella  | Ousmane Dembélé     | Paris Saint-Germain   | Achraf Hakimi      | Paris Saint-Germain |
| Marzo      | Désiré Doué         | Paris Saint-Germain | Ousmane Dembélé     | Paris Saint-Germain   | Mika Biereth       | A. S. Mónaco        |

## Fichajes

### Fichajes más caros del mercado de verano
| Jugador         | Club de destino         | Club de origen             | Precio (€) | Ref.   |
| --------------- | ----------------------- | -------------------------- | ---------- | ------ |
| Moussa Niakhaté | Olympique de Lyon       | Nottingham Forest          | 31.900.000 | [ 46 ] |
| Ernest Nuamah   | Olympique de Lyon       | RWD Molenbeek              | 28.500.000 | [ 47 ] |
| Orel Mangala    | Olympique de Lyon       | Nottingham Forest          | 23.400.000 | [ 48 ] |
| Matvéi Safónov  | Paris Saint-Germain     | Krasnodar                  | 20.000.000 | [ 49 ] |
| Saïd Benrahma   | Olympique de Lyon       | West Ham United            | 14.400.000 | [ 50 ] |
| Ismaël Koné     | Olympique de Marsella   | Watford                    | 12.000.000 | [ 51 ] |
| Thilo Kehrer    | AS Monaco               | West Ham United            | 11.000.000 | [ 52 ] |
| Bamo Meïté      | Olympique de Marsella   | Football Club Lorient      | 10.500.000 | [ 53 ] |
| Matthis Abline  | Football Club de Nantes | Stade Rennes Football Club | 10.000.000 | [ 54 ] |
| Abner Vinícius  | Olympique de Lyon       | Real Betis                 | 8.000.000  | [ 55 ] |

| Datos actualizados a 7 de julio de 2024. Fuentes: |

### Fichajes más caros del mercado de invierno
| Jugador               | Club de destino       | Club de origen | Precio (€) | Ref    |
| --------------------- | --------------------- | -------------- | ---------- | ------ |
| Khvicha Kvaratskhelia | Paris Saint-Germain   | Napoli         | 70.000.000 | [ 56 ] |
| Seko Fofana           | Stade Rennes          | Al-Nassr       | 20.000.000 | [ 57 ] |
| Amine Gouiri          | Olympique de Marsella | Stade Rennes   | 19.000.000 | [ 58 ] |
| Brice Samba           | Stade Rennes          | Lens           | 14.000.000 | [ 59 ] |
| Mika Biereth          | AS Monaco             | Sturm Graz     | 13.000.000 | [ 60 ] |
| Kyōgo Furuhashi       | Stade Rennes          | Celtic         | 12.000.000 | [ 61 ] |
| Malcom Jeng           | Stade de Reims        | IK Sirius      | 2.500.000  | [ 62 ] |
| Goduine Koyalipou     | Lens                  | CSKA Sofia     | 2.000.000  | [ 63 ] |
| John Patrick          | Stade de Reims        | Getafe         | 1.200.000  | [ 64 ] |
| Mathew Ryan           | Lens                  | Roma           | 800.000    | [ 65 ] |

| Datos actualizados a 4 de febrero de 2025. Fuentes: |